# San Miguel (canción)
«San Miguel» es el segundo sencillo del álbum homónimo del grupo de rock chileno Los Prisioneros, publicado en junio de 2003. Fue también el último sencillo de aquel material. No tuvo gran impacto radial, pero se fue haciendo de culto entre los seguidores del grupo con el paso de los años. Toma su nombre prestado de la comuna de San Miguel en Santiago de Chile, lugar de residencia de los integrantes del grupo al momento de conocerse.
Jorge González empezó a esbozar la melodía de esta canción en 1986, mientras trabajaba en el álbum Pateando piedras, pero sólo había creado la melodía. No tenía letra y tampoco dejó algo grabado, por lo que la canción quedó descontinuada. Sin embargo, dieciséis años después, Marco González (su hermano menor) le recordó esta melodía a Jorge y fue así como el líder de Los Prisioneros se dispuso a escribirle una letra que calzara con la melodía. 
Una especie de ida y vuelta, como la propia ida y vuelta a San Miguel.

## Canción
En lo musical, ésta es una de las canciones de Los Prisioneros en que predomina el sonido de la guitarra acústica. Asimismo incluye alusiones melódicas casi implícitas a Los Galos, Ricardo Cocciante y Camilo Sesto, artistas que admiraban de niños. 
Como muchas canciones escritas por Jorge, no tiene un significado unívoco y puede ser una conjunción de muchos aspectos de la vida de su autor. 
San Miguel habla de un renacimiento de la vida de González, entendido como una revisión de sus propios orígenes. Según reveló el susodicho, la letra está inspirada en una de las veces que tuvo regresar a vivir a casa de sus padres (en San Miguel precisamente). Y con un análisis más profundo, se puede decir que la canción es un punto equilibrado entre la nostalgia de la niñez y la reafirmación del presente. 
En la lírica se vislumbra a un Jorge que se autocuestiona y autorreflexiona. Y que después de un período de crisis, ahora él ve a su antigua vida sanmiguelina con una nueva perspectiva: como un hombre ya más grande, dispuesto a recomponer las cosas y a reinventarse, sin tener que dejar del todo atrás su perspectiva de muchacho de barrio ("No, tanto no he cambiado. Puedo volver a jugar por San Miguel"). Aquí el amor, la identidad personal y el sentido de pertenencia son resignificados como una especie de curación personal de su autor.
Aunque también la letra se puede aplicar a la reciente reformación del grupo y la vuelta a la comuna de San Miguel se puede entender como una oportunidad para volver a comenzar. Fue tocada durante las giras de promoción de los álbumes Los Prisioneros y Manzana, y en algunos conciertos solistas de Jorge González.

¿Ves?, cómo rueda la vida;

¿Ves?, encontré la salida.
¿Ves?, en el fondo no ha pasado nada.
Sí, hay que ocultar el abismo y perdonarse a sí mismo

Con el espíritu del silencio.
Los Prisioneros, «San Miguel»

## Promoción
El 23 de julio de 2003, el trío original de Los Prisioneros volvió hasta San Miguel para lanzar el último single que promocionaron juntos. Un bus de la radio Rock & Pop, que llevaba a bordo a Jorge, Miguel y Claudio junto a una gran cantidad de fanáticos, recorrió las calles de la comuna que dio nombre al corte que venía incluido en el disco homónimo.

## Video

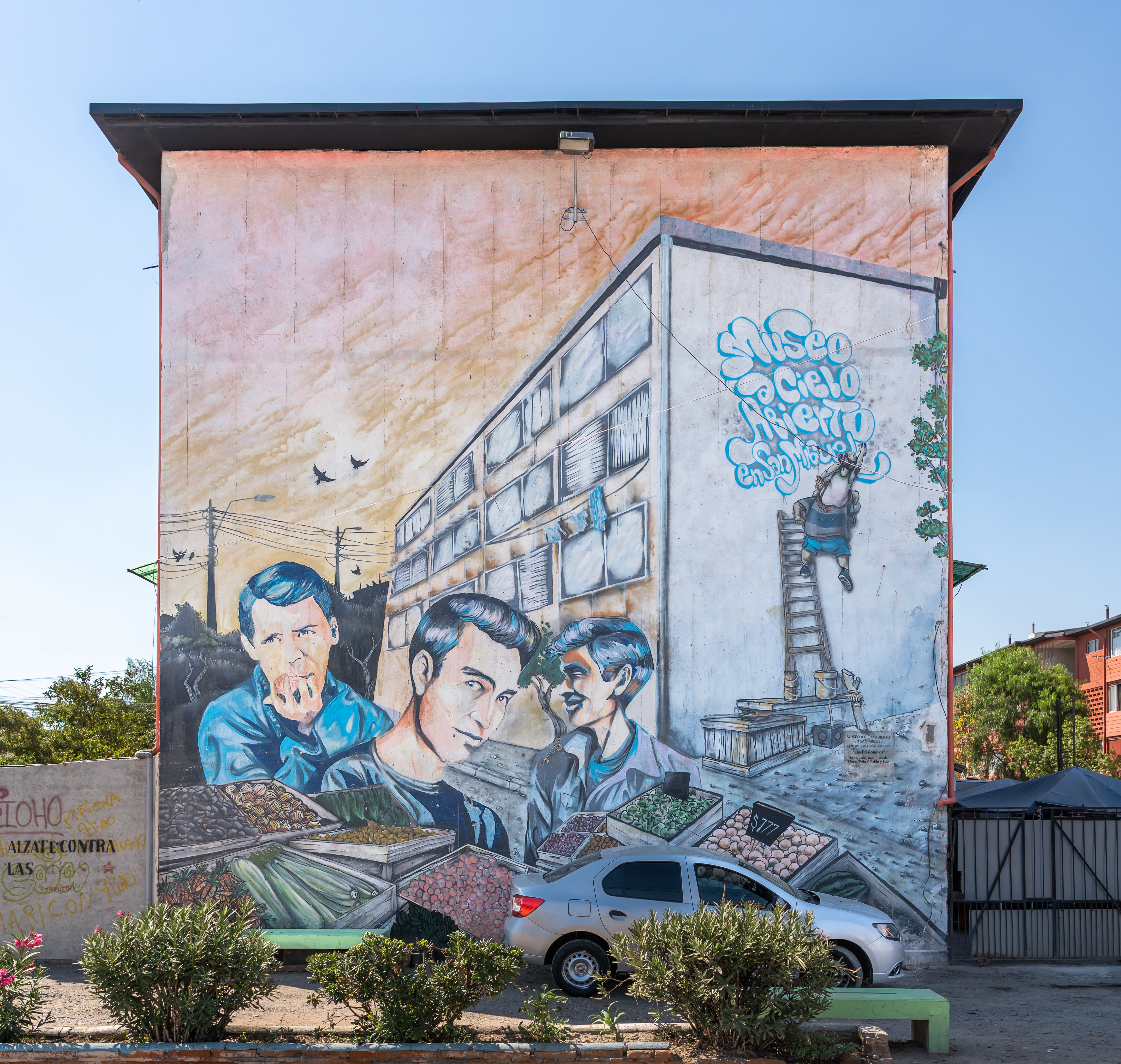
Mural "Los Prisioneros" en Museo a cielo abierto de San Miguel

El videoclip fue dirigido por Carlos Moena, fue lanzado por primera vez en 2004 y por segunda vez en 2019, a partir de un relanzamiento de los discos Manzana y Los Prisioneros. La grabación evoca a los recuerdos de infancia de los integrantes, donde Jorge González recorre el Barrio Atacama, para reunirse con Claudio Narea sobre una pasarela de Avenida José Joaquín Prieto Vial, luego ambos caminan a Avenida Departamental donde se encuentran con Miguel Tapia. En dicho punto de encuentro, se puede observar los muros ciegos de departamentos de la Población San Miguel, donde actualmente se encuentra el Museo a Cielo Abierto de la comuna. Otros lugares icónicos de San Miguel que se pueden ver en el videoclip, son la Cárcel de San Miguel, Liceo Andrés Bello, Hospital Barros Luco Trudeau, Gran Avenida José Miguel Carrera y el Campus Santiago de la Universidad de Valparaíso.